# 넌 제로섬 게임
게임이론에서 넌 제로섬 게임(Non Zero-sum game)은  비(非)제로섬 게임으로도 불린다.  최근에는 윈윈전략으로 이해되기도 한다.
가정되는 상황하에서 상호 의존적 관계를 유지하는한  사람들은  어느한쪽이 보다 큰 이득을 얻게 되더라도 다른 쪽도 역시 여전히 이득을 볼 수 있는 경우나   또는
어느한쪽이   이득을 얻게 되더라도 다른 쪽은  큰 손해를 입게되지 않는 경우를 말한다.
이러한 넌제로섬 게임은 서로의 이익이 보장되는 경우 상대방이 선택을 바꾸지 않는한 자신의 선택을 바꾸지 않는 내쉬 균형(Nash equilibrium)이 유지된다고 볼 수 있다.
윈윈전략(Win-win game)이라는 입장처럼 이는 일반형 게임의 행렬화 또는 선형 계획법의 최적화 문제와 같은 내쉬균형으로 나타낼수있다.

## 게임이론의 예
비제로섬 게임의 포지티브섬(positive-sum) 게임의 사례로   죄수의 딜레마나 윈윈전략이  ,  제로섬게임의 네거티브섬(negative-sum) 게임사례로는 치킨게임등이 거론되기도 한다.

## 심리학
사회 심리학의 하위 분야에서 가장 흔하고 간단한 예는 사회적 함정의 개념이다. 어떤 경우에는 개인적인 이익을 추구하는 것이 사회의 공동 복지를 향상시킬 수 있지만, 다른 경우에서
사람들은 개인적 이익의 추구로 인해 상호 파괴적인 행동을 초래하기도 하는 상황을 설명하는 근거가 된다.

## 동물행동학
일반적인 개체 적합도로 설명되지 않는 다윈퍼즐의 경우처럼  보이는 경우에서 포괄적합도로 내쉬균형이 설명되는 동물행동중 사회행동(social behavior)인 협동이 있다. 이들중 호혜 이타성은 넌제로섬 게임의 내쉬균형으로 설명될수있다.

## 복잡성
로버트 라이트 (Robert Wright)는 그의 책 "넌제로:인류운명의 논리( Nonzero: The Logic of Human Destiny)"에서 복잡성(complexity)을 이론화하였다. 사회가 더욱 복잡하고 전문화되고 상호의존적이 되어 감에 따라 사회는 점점 더 넌 제로섬 게임의 양상이 되어갈 필요성이 제기된다는 것이다.

## 같이 보기
- 죄수의 딜레마
- 윈윈전략
- 사슴 사냥 게임
- 제로섬 게임
- 파레토 최적